# Sandor Martin Clemente
Sandor Martín Clemente (Barcelona, 22 d'agost de 1993) és un boxejador professional català que ostenta el títol europeu del pes superlleuger des del 2019. L'octubre del 2021, estava classificat com el sisè millor pes superlleuger en actiu del món per BoxRec, i vuitè pel Transnational Boxing Rankings Board.

## Carrera professional
Sandor va fer el seu debut professional el 8 d'octubre del 2011, anotant una victòria per KO tècnic al tercer assalt sobre Armen Hovsepyan al Pavelló del Bon Pastor a Barcelona.
Després de compilar un rècord de 34–2 (12 KO), es va enfrontar a Andrea Scarpa pel títol vacant europeu del pes superlleuger el 27 de juliol del 2019 al Pavelló Francisco Calvo de Barcelona. Martin va capturar el títol europeu per nocaut a través de la retirada de cantonada al novè assalt (RTD). En el moment de la parada estava per davant a les targetes de puntuació dels tres jutges en 90-81.
Martin va defensar el seu títol dues vegades abans d'enfrontar-se a l'excampió mundial de quatre divisions Mikey García el 16 d'octubre del 2021 a Fresno, Califòrnia. Tot i que no era dels favorits, Martin va trencar els pronòstics en prevaldre com el vencedor per decisió majoritària, amb puntuacions de 95-95, i 97-93 dues vegades a favor seu.

#### Combat per aspirar al títol mundial de pes wèlter
El 10 de desembre del 2022 es va enfrontar en una lluita per la condició d'aspirant al títol mundial de pes wèlter del CMB amb el nord-americà Teofimo Lopez i, tot i aconseguir noquejar A LOpez en el segon assalt, va perdre per decisió dividida dels jutges. Això va generar molta polèmica i van començar a sorgir veus assegurant que el combat havia estat trucat.

## Registre professional
| 40 victòries (13 KO), 3 derrotes |          |          |                           |        |              |                  |                                                  | |
| No.                              | Resultat | Registre | Oponent                   | Mètode | Ronda, temps | Data             | Ubicació                                         | Notes |
| 43                               | Derrota  | 40–3     | Teófimo López             | SD     | 10           | 10 desembre 2022 | Madison Square Garden, Nova York, EEUU           | Per als títols de pes superlleuger internacionals de l'OMB                                                          |
| 42                               | Victòria | 40–2     | José Félix Jr.            | UD     | 10           | 1 abril 2022     | Palau Olímpic Vall d'Hebron, Barcelona           | Va guanyar el títol vacant AMB de pes superlleuger internacional                                                    |
| 41                               | Victòria | 39–2     | Mikey Garcia              | MD     | 10           | 16 octubre 2021  | Chukchansi Park, Fresno, California, US          | |
| 40                               | Victòria | 38–2     | Kay Prosper               | UD     | 12           | 23 abril 2021    | Pavelló de la Vall d'Hebron, Barcelona           | Reté el títol europeu superlleuger                                                                                  |
| 39                               | Victòria | 37–2     | Nestor Maradiaga          | UD     | 8            | 17 desembre 2020 | Allianz Cloud, Milà, Italy                       | |
| 38                               | Victòria | 36–2     | Joe Hughes                | UD     | 12           | 12 desembre 2019 | Pavelló de la Vall d'Hebron, Barcelona           | Reté el títol europeu superlleuger                                                                                  |
| 37                               | Victòria | 35–2     | Andrea Scarpa             | RTD    | 9 (12), 3:00 | 27 juliol 2019   | Pavelló Francisco Calvo, Barcelona               | Guanyà el títol vacant europeu superlleuger                                                                         |
| 36                               | Victòria | 34–2     | Sandro Hernandez          | UD     | 8            | 22 març 2019     | Casino Gran Madrid, Torrelodones                 | |
| 35                               | Victòria | 33–2     | Mauro Maximiliano Godoy   | UD     | 10           | 24 novembre 2018 | Centro Comercial Las Arenas, Barcelona           | |
| 34                               | Victòria | 32–2     | Jorge Moreno              | KO     | 4 (8)        | 23 juny 2018     | Hotel Novotel Madrid Center, Madrid              | |
| 33                               | Victòria | 31–2     | Gallus Coulon             | UD     | 8            | 2 juny 2018      | Expocoruna, A Coruña                             | |
| 32                               | Victòria | 30–2     | Adam Mate                 | KO     | 1 (8)        | 16 desembre 2017 | La Cubierta, Leganés                             | |
| 31                               | Derrota  | 29–2     | Anthony Yigit             | UD     | 12           | 30 setembre 2017 | Solnahallen, Solna, Sweden                       | Per a Títol europeu de pes superlleuger                                                                             |
| 30                               | Victòria | 29–1     | Chaquib Fadli             | TKO    | 4 (8)        | 10 juny 2017     | Palau Olímpic Vall d'Hebron, Barcelona           | |
| 29                               | Victòria | 28–1     | Valentyn Golovko          | UD     | 8            | 12 novembre 2016 | Bilbao Exhibition Centre, Barakaldo              | |
| 28                               | Victòria | 27–1     | Ivans Levickis            | PTS    | 6            | 4 juny 2016      | Frontón Bizkaia, Bilbao                          | |
| 27                               | Victòria | 26–1     | Steve Jamoye              | UD     | 10           | 1 abril 2016     | Pavelló del la Vall d'Hebron, Barcelona          | |
| 26                               | Victòria | 25–1     | György Mizsei             | TKO    | 4 (12)       | 15 novembre 2015 | Pavelló del Bon Pastor, Barcelona                | Va retenir el títol superlleuger de la Unió Europea; va guanyar el títol vacant WBC Youth Silver títol superlleuger |
| 25                               | Victòria | 24–1     | Ryan Peleguer             | UD     | 6            | 10 octubre 2015  | Pavelló Municipal de Deportes La Casilla, Bilbao | |
| 24                               | Victòria | 23–1     | Anzor Gamgebeli           | TKO    | 1 (6), 2:25  | 17 juliol 2015   | Frontón Beti-Alai, Ordizia                       | |
| 23                               | Victòria | 22–1     | Samuele Esposito          | UD     | 12           | 19 abril 2015    | Pavelló del Bon Pastor, Barcelona                | Va guanyar el títol vacant Unió Europea de pes superlleuger                                                         |
| 22                               | Victòria | 21–1     | Renald Garrido            | PTS    | 8            | 12 desembre 2014 | Palau Olímpic Vall d'Hebron, Barcelona           | |
| 21                               | Victòria | 20–1     | Miguel Aguilar            | UD     | 6            | 24 octubre 2014  | La Farga, L'Hospitalet de Llobregat              | |
| 20                               | Victòria | 19–1     | Mikhail Avakian           | UD     | 10           | 21 juny 2014     | Pavelló del Bon Pastor, Barcelona                | |
| 19                               | Victòria | 18–1     | Maurycy Gojko             | TKO    | 3 (6)        | 16 maig 2014     | Palau de Congressos de Catalunya, Barcelona      | |
| 18                               | Victòria | 17–1     | Ignacio Mendoza           | TD     | 9 (10)       | 29 març 2014     | Pavelló del Bon Pastor, Barcelona                | Va retenir el títol espanyol superlleuger; TD unànime després que Sandor fos tallat per un xoc accidental de caps   |
| 17                               | Victòria | 16–1     | Ubiraci Borges dos Santos | UD     | 6            | 15 febrer 2014   | León                                             | |
| 16                               | Derrota  | 15–1     | Alexandre Lepelley        | PTS    | 8            | 14 desembre 2013 | Palau Olímpic Vall d'Hebron, Barcelona           | |
| 15                               | Victòria | 15–0     | Jose Antonio Elizabeth    | TKO    | 2 (6)        | 19 juliol 2013   | Odizia                                           | |
| 14                               | Victòria | 14–0     | Daniel Rasilla            | UD     | 10           | 6 juliol 2013    | Pavelló del Bon Pastor, Barcelona                | Va guanyar el títol espanyol vacant superlleuger                                                                    |
| 13                               | Victòria | 13–0     | Santos Medrano            | UD     | 6            | 19 maig 2013     | Pavelló Municipal de Deportes, Manlleu           | |
| 12                               | Victòria | 12–0     | Juan Zapata               | KO     | 2 (6), 1:12  | 1 març 2013      | La Farga, L'Hospitalet de Llobregat              | |
| 11                               | Victòria | 11–0     | Antonio Joao Bento        | UD     | 6            | 26 gener 2013    | Pavelló del Bon Pastor, Barcelona                | |
| 10                               | Victòria | 10–0     | Andoni Alonso             | KO     | 3 (6)        | 15 desembre 2012 | Polideportivo Municipal del Centro, Viladecans   | |
| 9                                | Victòria | 9–0      | Victor Segura             | UD     | 6            | 30 novembre 2012 | Hotel Fira Congress, L'Hospitalet decLlobregat   | |
| 8                                | Victòria | 8–0      | Alejandro Heredia         | UD     | 6            | 5 octubre 2012   | Cotxeres de Sants, Barcelona                     | |
| 7                                | Victòria | 7–0      | Jose de Jesus Lopez       | UD     | 6            | 20 juliol 2012   | Frontón Beti-Alai, Ordizia                       | |
| 6                                | Victòria | 6–0      | Jesus Garcia Simon        | UD     | 6            | 6 juliol 2012    | Palau de Congressos de Catalunya, Barcelona      | |
| 5                                | Victòria | 5–0      | Mauro Orlandi             | TKO    | 1 (6)        | 5 maig 2012      | Pavelló del Bon Pastor, Barcelona                | |
| 4                                | Victòria | 4–0      | Sezer Erunsal             | UD     | 6            | 16 març 2012     | La Fargo, L'Hospitalet de Llobregat              | |
| 3                                | Victòria | 3–0      | Bruno Matarese            | KO     | 2 (4), 1:04  | 5 febrer 2012    | Pavelló del Bon Pastor, Barcelona                | |
| 2                                | Victòria | 2–0      | David Donis               | UD     | 4            | 26 novembre 2011 | Pavelló Pare Manyanet, Reus                      | |
| 1                                | Victòria | 1–0      | Armen Hovsepyan           | TKO    | 3 (4), 2:47  | 8 octubre 2011   | Pavelló del Bon Pastor, Barcelona                | |